# Xã Poplar Bluff, Quận Butler, Missouri
Xã Poplar Bluff (tiếng Anh: Poplar Bluff Township) là một xã thuộc quận Butler, tiểu bang Missouri, Hoa Kỳ. Năm 2010, dân số của xã này là 25.878 người.